# 圖里亞爾瓦區

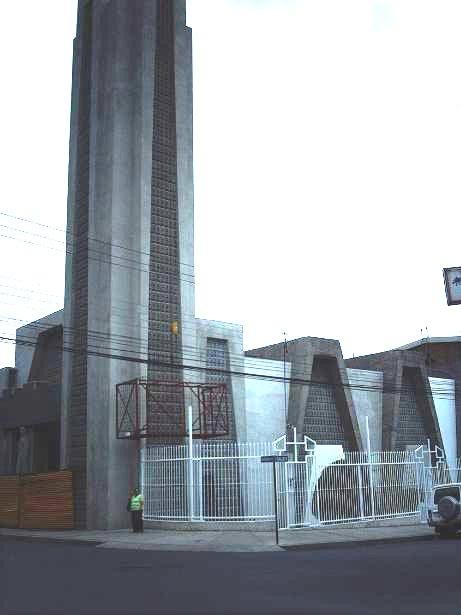

圖里亞爾瓦區（西班牙語：Turrialba），是哥斯達黎加的一個區，位於該國東部卡塔戈省，距離聖何塞67公里，面積56.70平方公里，海拔高度638米，2012年人口70,000，人口密度每平方公里1.23人。